# St. Thomas (Devon)
Pour les articles homonymes, voir St. Thomas.
St. Thomas est un village du Devon en Angleterre sur la rive ouest du Exe, relié à Exeter par un pont.